# 桜の通り抜け (大阪造幣局)

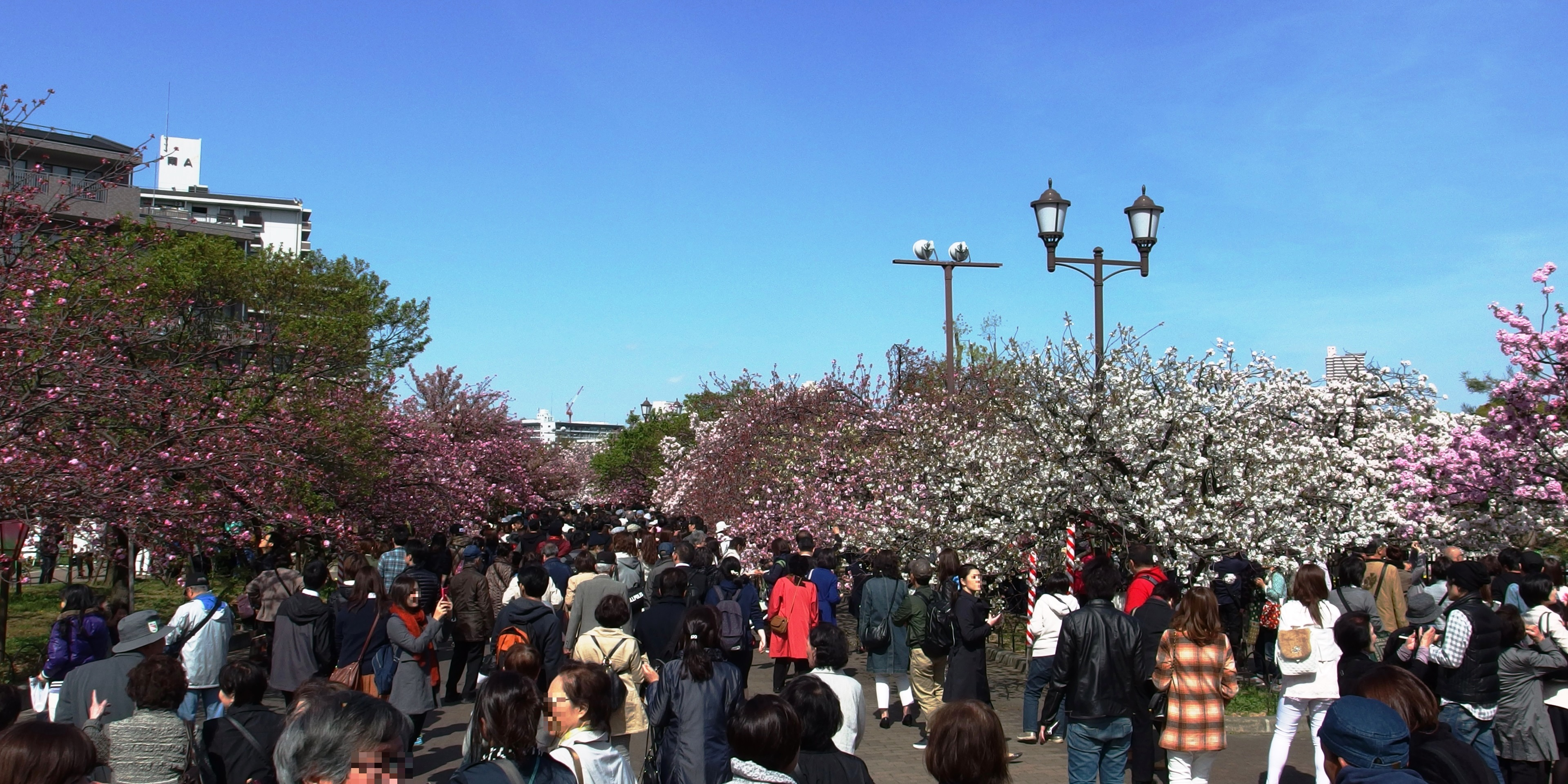
造幣局：桜の通り抜け

桜の通り抜け（さくらのとおりぬけ）とは、毎年4月中旬頃のヤエザクラの開花時期の7日間に、大阪府大阪市北区に位置する独立行政法人造幣局の敷地内の一部が一般公開されて行われる多品種のサクラを見る催しのこと。「通り抜け」という名称は大川沿いに続く構内通路沿いの560ｍに多くの桜が植えられ、その通路に沿って一方通行で花見客が通り抜けることから、明治40年頃に定着したもの。
造幣局は日本さくら名所100選に選定されており、構内に植えられている品種はカンザンやフゲンゾウなどの遅咲きのヤエザクラを中心に134品種338本を数える（2019年時点）。このうち1つの品種が「今年の花」として毎年選定され公表されている。ある年に造幣局内で「周年と品種数をそろえよう」という意見が上がり、毎年1品種を増やしている。2025年（142周年）には142品種になっている。

## 沿革
天保・弘化年代（1830年-1847年）に伊勢国津藩主藤堂家大坂蔵屋敷の堤に桜を植えたのが始まり。毎年の花見時期に屋敷を開放し観桜させる桜狩を催した。
明治政府により没収された蔵屋敷の一部は、明治4年（1871年）に造幣局として整備され開業した。蔵屋敷にあった桜は大川の川岸通りに移植され、造幣局敷地内には明治3年（1870年）以降に新たに桜の若木が植えられ、それらが現在の桜並木のルーツになった。
1883年（明治16年）に、造幣局長遠藤謹助が「局員だけの観桜ではもったいない。大阪市民の皆さん方と共に楽しもうではないか。」と一般に開放された。開放当初は午前10時から午後4時の開放であったが、次第に開放時間が拡大され、1905年（明治38年）には午前8時から午後6時の開放となった。1907年（明治40年）には午前8時から午後5時に縮小された。開放期間中の人出は、1893年（明治26年）7万人、1899年（明治32年）9万6000人との記録がある。
1889年の日本旅行中にこの「通り抜け」に遭遇したノーベル賞作家キプリングは当時の様子を、「川と並行する道沿いには桜、桃、梅といった木々がピンクや白や紅の花をいっぱいにつけ、枝と枝を差し交しつつ目の届く限りの遥か彼方まで柔らかなビロードの帯のように続いていた。水辺のアクセントである緑色の柳をともなって、あたり一面には最も贅沢な春の祭典が繰り広げられていた（後略）」と描写し、日本人が庶民に至るまで花見という絶景を楽しむ趣味を持っていることに驚きを示し、読者に向けてこの時期に日本に来なさいと勧めている。
1909年（明治42年）には一重のシバヤマ132本、ミクルマガエシ68本等などの18種類287本の桜があり、カンザンやフゲンゾウなどの遅咲きのヤエザクラが多い現在の植樹状況とは異なった趣であった。
大正時代には周辺の工場からの煤煙の影響によって樹勢が衰えたことで、大正末期から昭和初期にかけて全国から苗木を集めて補植されていった。補植を進めた結果、1927年（昭和2年）には12種455本、最も本数が多かった1931年（昭和6年）には74種764本になった。
1917年（大正6年）には6日間で70万2252人の人出があり、これは戦前の最高記録である。
1945年（昭和20年）6月15日の空襲で造幣局の桜の過半数が焼失する等の被害を受けた。
戦後の復興は、1946年（昭和21年）から北摂地域からの移植を受け、1947年（昭和22年）に5年ぶりに「通り抜け」を再開した。その後も補植が続けられ、1951年（昭和26年）に戦前の状態まで復興し、同年に夜間開放が始まった。
1959年（昭和34年）に、当時過去最高となる106万1780人の観桜者数を記録した。
1967年（昭和42年）4月22日、一人の観客がつまずき倒れたことをきっかけとして多くの観客が折り重なって転倒し、1名が亡くなる事故となった。この事故を契機として門や通路の拡張工事を行うとともに、閉門時間を混雑状況に応じて変更するなど柔軟な運用が行われるようになった。
1975年（昭和50年）4月19日には、1日としては最高の36万人の観桜者数を記録している。この年から毎年一品種が「今年の花」として紹介されるようになり、また「通り抜け記念メダル」の販売も始まった。
2005年（平成17年）に過去最高の114万7000人の観桜者数を記録した。
2011年（平成23年）は東日本大震災に際する電力危機により内外からの開催反対意見があったが、夜桜ライトアップを取り止めて昼間のみ開催され、開催7日間で1000万円余が募金された。
2020年（令和2年）と2021年（令和3年）は新型コロナウイルス感染症の流行の影響を受け中止された。当初2021年（令和3年）の予定では、防疫・拡大防止のため事前にはがきによる抽選申し込みに当選した方を対象として、1日当たり8400人（週末は9600人）、かつ、1時間当たり1200人を上限として、申込者に曜日と時間（午前・午後。1時間単位の入場指定については主催者で決定）を指定した入場を受け付けたうえで4月8日～14日に開催することになっていたが、変異種などによるコロナウィルス第4波の影響が広がっていること、また日本国政府が大阪市に対して、「蔓延防止等重点措置」を4月6日～5月5日（予定）に適用することを決めたことを踏まえ、「来場者の感染を防ぐため」に同年の開催も見合わせることが決まった。
2022年（令和4年）から一般公開を再開。2022，23年度（令和4，5年）は、事前予約（ネットにて先着順。参加費無料）をすることが必要だった。

## ギャラリー

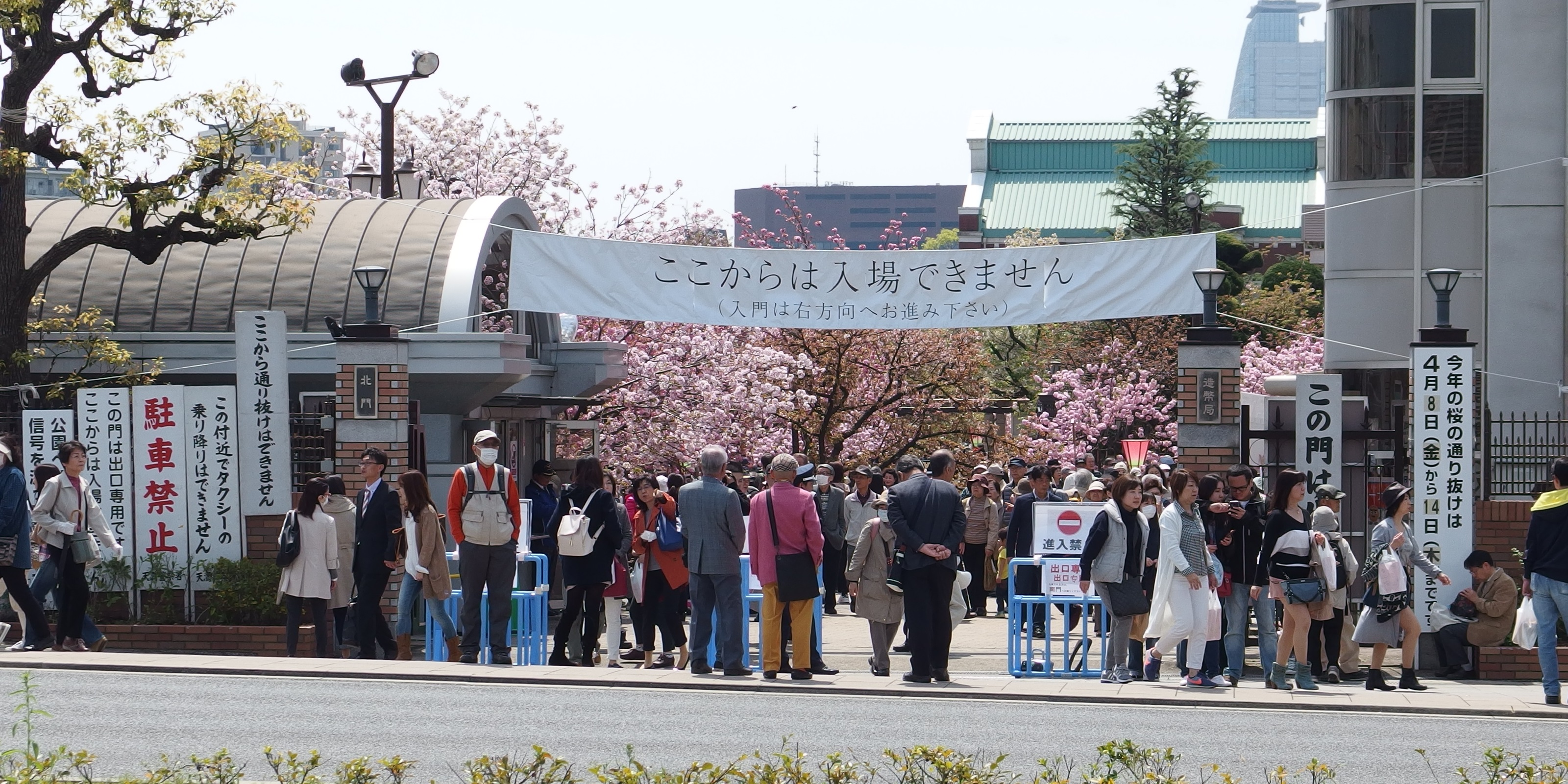
南門から北門への一方通行になっている
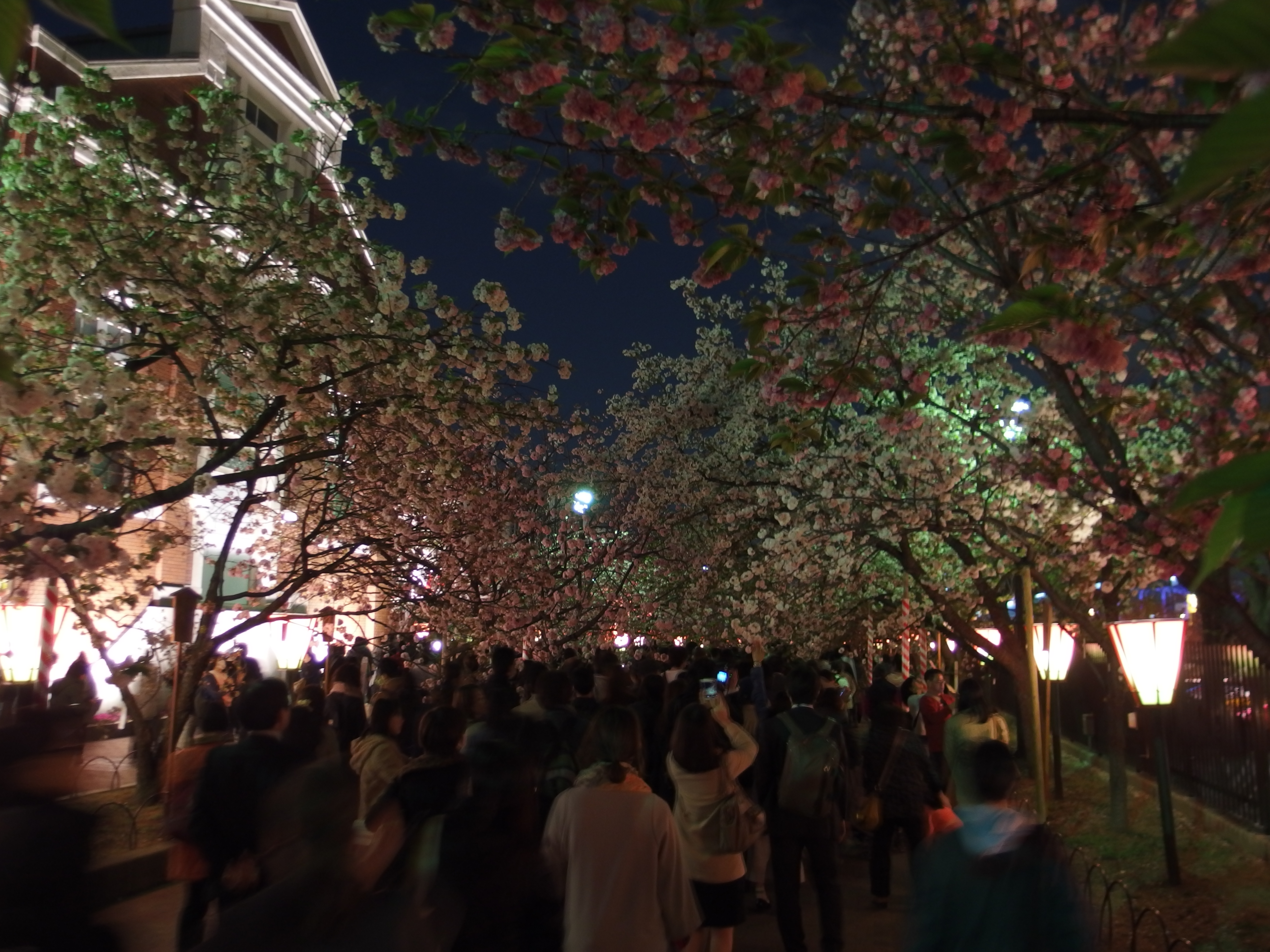
夜間の通り抜け
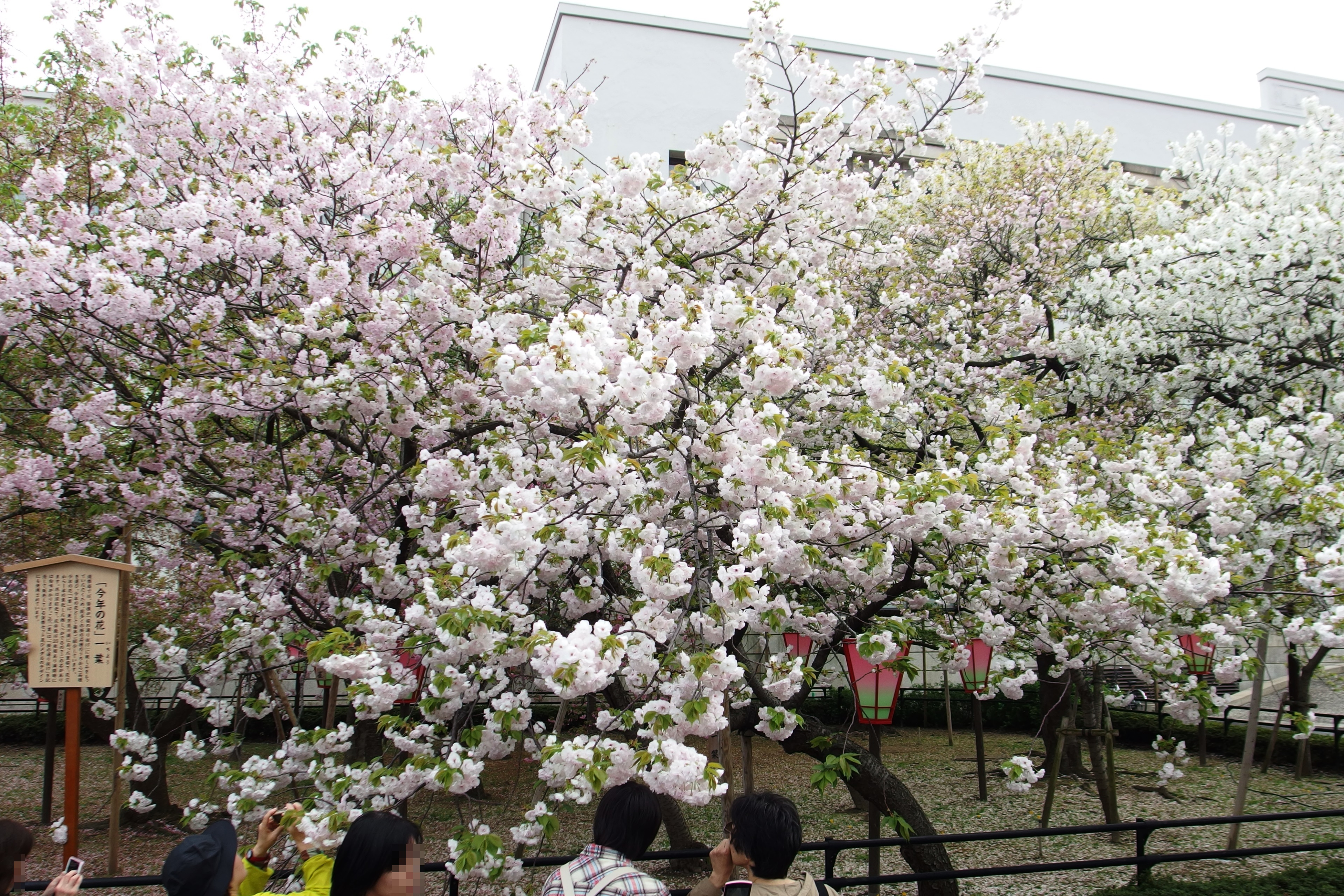
2015年の花「一葉」
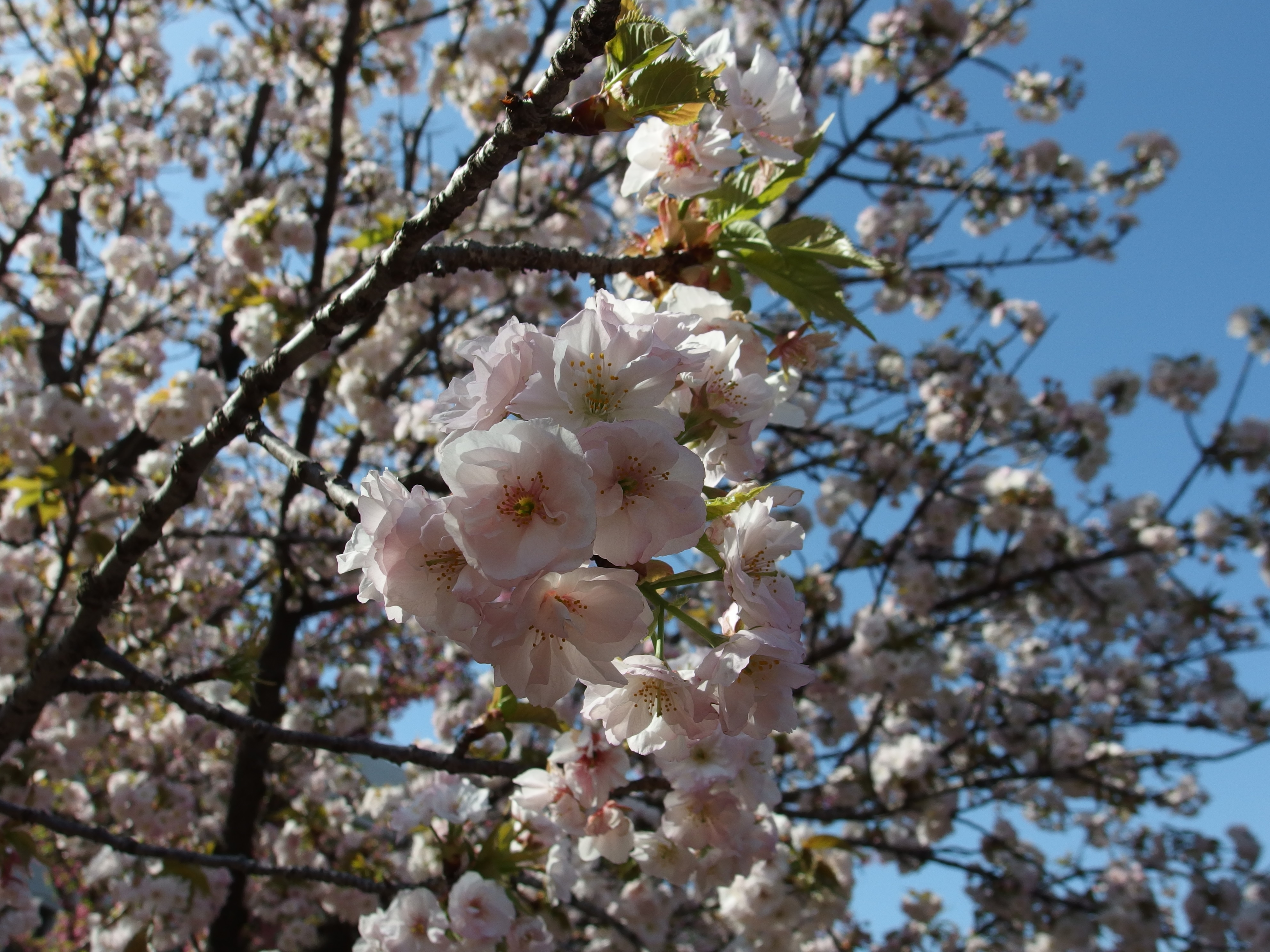
2016年の花「牡丹」
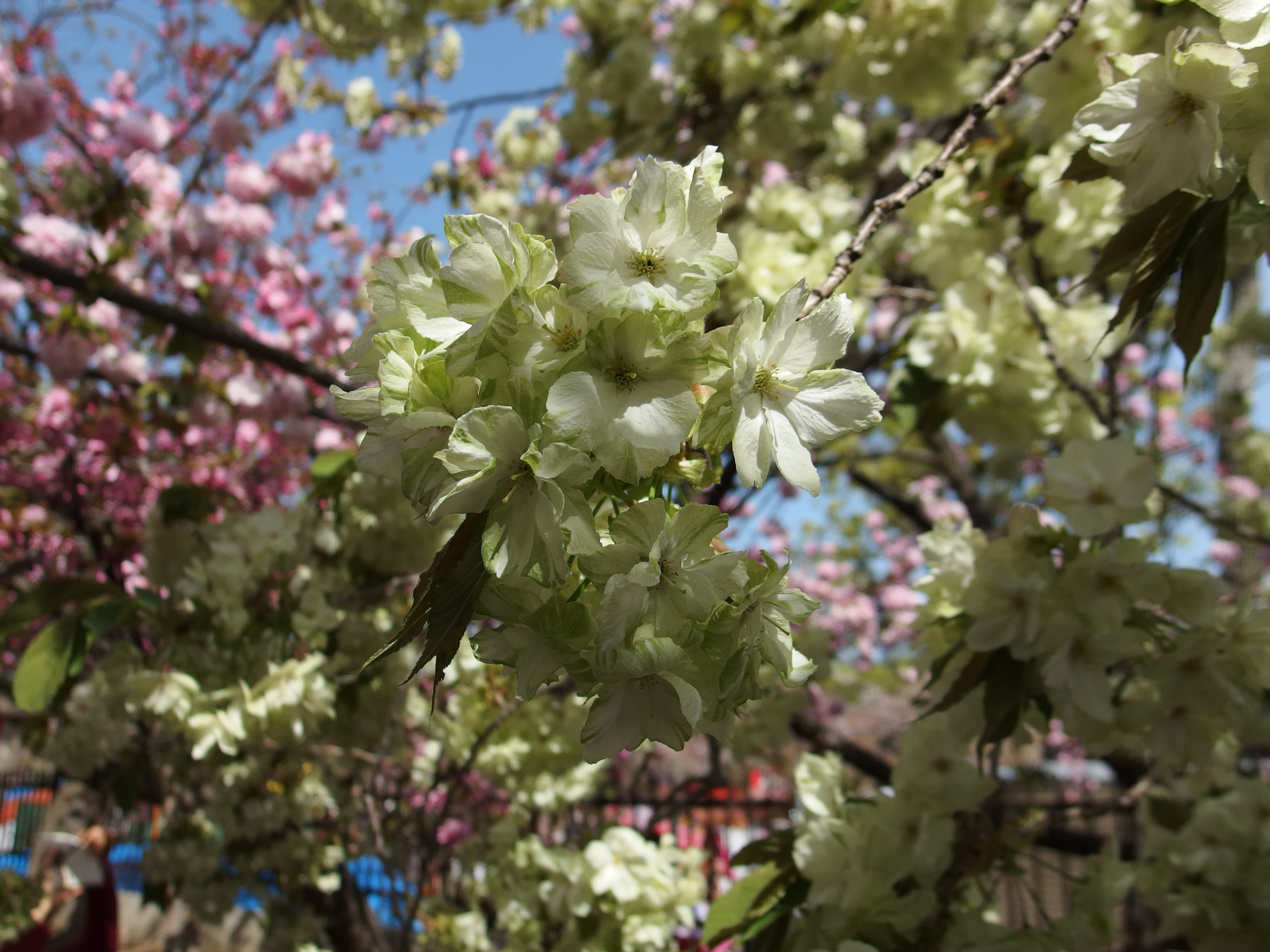
2017年の花「鬱金」
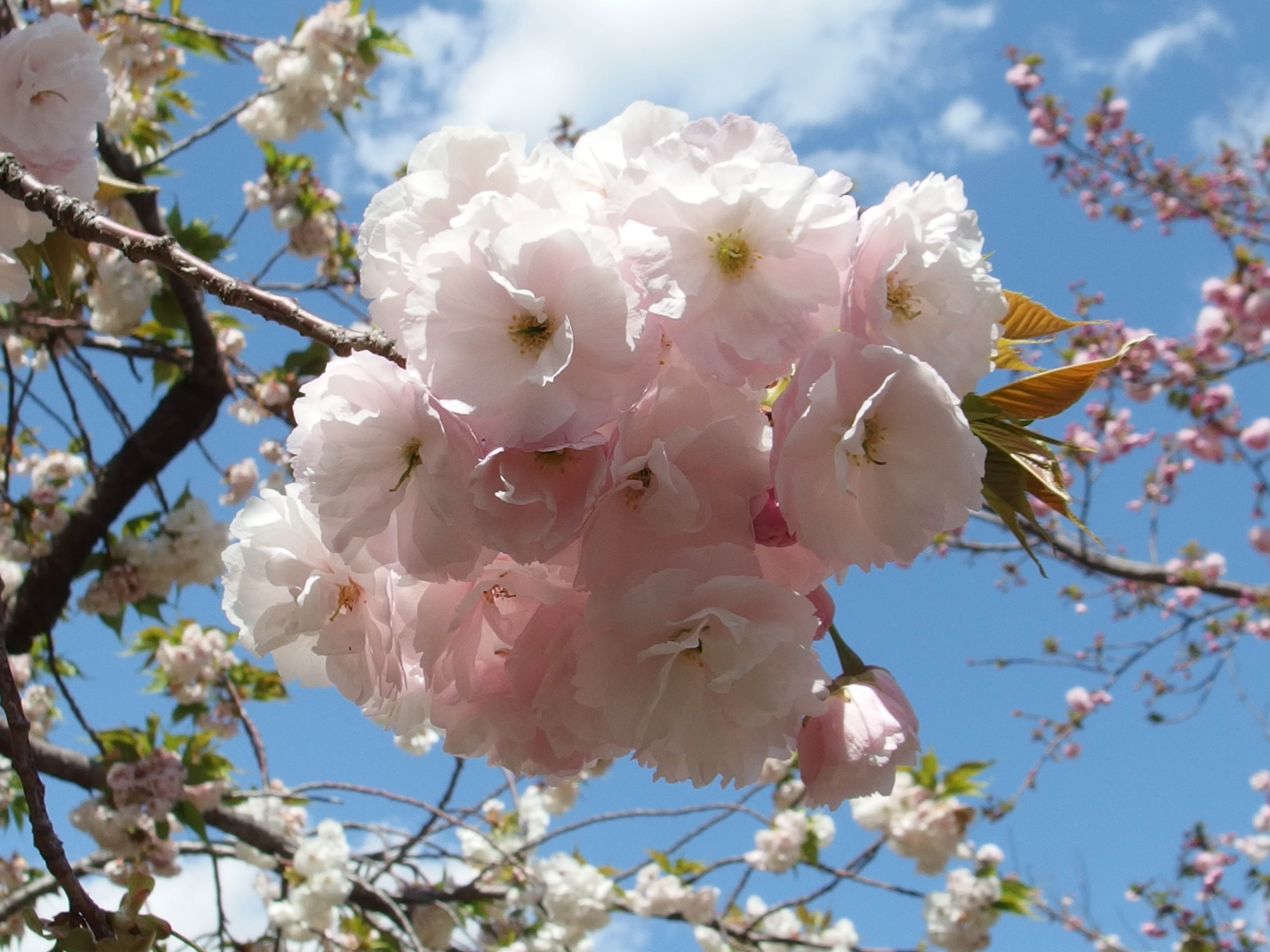
2018年の花「大提灯」
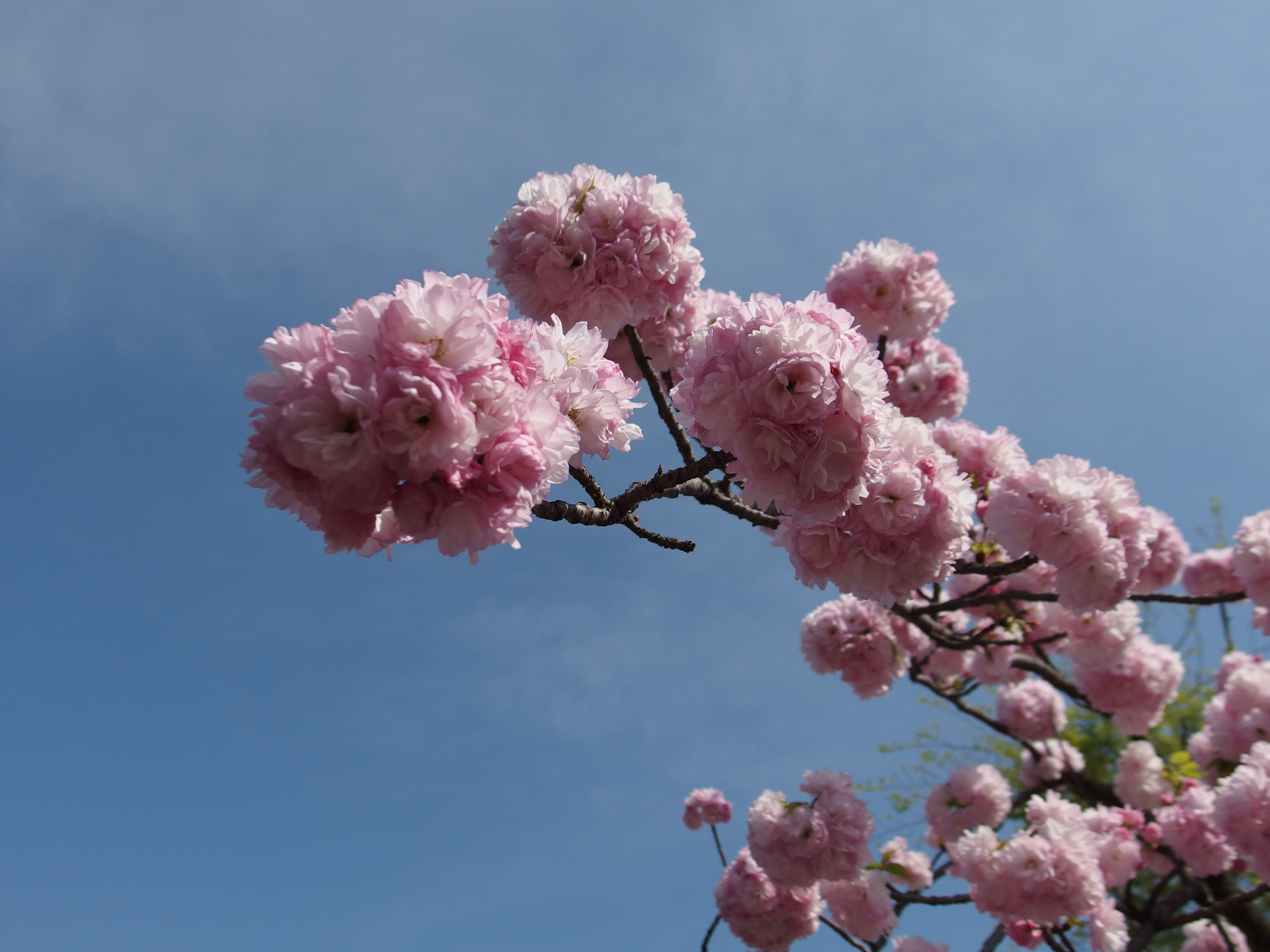
2019年の花「紅手毬」